# Championnats du monde de badminton 1993
Navigation
Copenhague 1991 Lausanne 1995
Les 8e Championnats du monde de badminton se sont tenus en 1993 au National Indoor Arena à Birmingham au Royaume-Uni. La compétition a été organisée par la fédération internationale de badminton.

## Résultats
| Épreuve       | Or                               | Argent                                  | Bronze                                 |
| ------------- | -------------------------------- | --------------------------------------- | -------------------------------------- |
| Simple hommes | Joko Suprianto                   | Hermawan Susanto                        | Thomas Stuer-Lauridsen                 |
| Simple hommes | Joko Suprianto                   | Hermawan Susanto                        | Ardy Wiranata                          |
| Simple dames  | Susi Susanti                     | Bang Soo-hyun                           | Ye Zhaoying                            |
| Simple dames  | Susi Susanti                     | Bang Soo-hyun                           | Tang Jiuhong                           |
| Double hommes | Ricky Subagja et Rudy Gunawan    | Cheah Soon Kit et Soo Beng Kiang        | Peter Axelsson et Pär-Gunnar Jönsson   |
| Double hommes | Ricky Subagja et Rudy Gunawan    | Cheah Soon Kit et Soo Beng Kiang        | Chen Kang et Chen Hongyong             |
| Double dames  | Nong Qunhua et Zhou Lei          | Chen Ying et Wu Yuhong                  | Chung So-young et Gil Young-ah         |
| Double dames  | Nong Qunhua et Zhou Lei          | Chen Ying et Wu Yuhong                  | Lotte Olsen et Lisbeth Stuer-Lauridsen |
| Double mixte  | Thomas Lund et Catrine Bengtsson | Jon Holst-Christensen et Grete Mogensen | Nick Ponting et Gillian Clark          |
| Double mixte  | Thomas Lund et Catrine Bengtsson | Jon Holst-Christensen et Grete Mogensen | Aryono Miranat et Eliza Nathanael      |

## Tableau des médailles
| Rang | Nation       | Or | Argent | Bronze | Total |
| ---- | ------------ | -- | ------ | ------ | ----- |
| 1    | Indonésie    | 3  | 1      | 2      | 6     |
| 2    | Chine        | 1  | 1      | 3      | 5     |
| 3    | Danemark     | 1  | 1      | 2      | 4     |
| 4    | Suède        | 1  | 0      | 1      | 2     |
| 5    | Corée du Sud | 0  | 1      | 1      | 2     |
| 6    | Malaisie     | 0  | 1      | 0      | 1     |
| 7    | Angleterre   | 0  | 0      | 1      | 1     |